# Ernesto Lupercio
Ernesto Lupercio (* 1970) ist ein mexikanischer Mathematiker, der sich mit algebraischer Geometrie, algebraischer Topologie und mathematischer Physik befasst.
Er wurde 1997 an der Stanford University bei Ralph Cohen promoviert (Real Holomorphic Bott Periodicity, Loop Groups and Stabilization of Monopoles). Als Post-Doktorand war er am Max-Planck-Institut für Mathematik in Bonn. 1998 war er Assistant Professor an der University of Michigan und 1999 bis 2000 Van Vleck Associate Professor an der University of Wisconsin–Madison. Ab 2003 forschte und lehrte er am CINVESTAV (Centro de Investigación y de Estudios Avanzados) des Instituto Politécnico Nacional in Mexiko-Stadt.
Lupercio befasst sich mit Orbifolds, speziellen Quotienten-Räumen mit Singularitäten mit endlichen Gruppen als Symmetriegruppen. Sie haben Anwendungen in der Stringtheorie. Von ihm stammen in diesem Zusammenhang grundlegende Beiträge zu K-Theorie, Gerben und String-Topologie (Operationen vom Chas-Sullivan-Typ). Er mitbegründete die Theorie von Gerben über Orbifolds und führte Loop-Orbifolds ein.
2007 wurde er Mitglied der Third World Academy of Sciences, deren Rolac Preis er erhielt. Für das Jahr 2009 erhielt er den ICTP Ramanujan Prize für herausragende Beiträge zur algebraischen Topologie, Geometrie und mathematischen Physik (Laudatio) und für seine Beiträge zur Entwicklung der Mathematik in Mexiko. In 2011 wurde er in die Global Young Academy berufen.

## Schriften
- mit Bernardo Uribe, Miguel A. Xicotencatl:  Orbifold String Topology, Geom. Topol., Band 12, 2008, S. 2203–2247, Arxiv
- mit Uribe: Topological Quantum Field Theories, Strings, and Orbifolds, Preprint 2006, Arxiv
- mit Uribe: An introduction to Gerbes on Orbifolds, Ann. Math. Blaise Pascal, Band 11, 2004, S. 155–180,  Arxiv
- mit B. Uribe: Gerbes over Orbifolds and Twisted K-theory, Communications in Mathematical Physics, Band 245, 2004, S. 449–489, Arxiv
- mit Tommaso De Fernex, Thomas Nevins,  B. Uribe: Stringy Chern classes of singular varieties, Advances in Mathematics, Band 208, 2007, S. 597–621.
- mit Mainak Poddar: The global McKay–Ruan correspondence via motivic integration, Bulletin of the London Mathematical Society, Band 36, 2004, S. 509–515, Arxiv.
- mit Ludmil Katzarkov, Laurent Meersseman, Alberto Verjovsky: Non commutative toric manifolds, Preprint 2013, Arxiv
- mit Graeme Segal, Ralph Cohen: Holomorphic spheres in loop groups and Bott periodicity, Surveys in differential geometry, VII, 2000, S. 83–106